# Slovenija na Svetovnem prvenstvu v hokeju na ledu 2010
Slovenija na Svetovnem prvenstvu v hokeju na ledu 2010 D1, ki je potekalo med 17. in 25. aprilom 2010 v ljubljanski dvorani Hala Tivoli. Slovenska reprezentanca se je z zmagami na vseh petih tekmah šestič uvrstila v elitno skupino svetovnega hokeja.

## Postava
| Pol. | Št. | Hokejist            | Starost (rojstni dan)       | Klub                       |
| ---- | --- | ------------------- | --------------------------- | -------------------------- |
| GK   | 1   | Andrej Hočevar      | 25 let (21. november 1984)  | SG Pontebba                |
| GK   | 29  | Aleš Sila           | 22 let (18. junij 1987)     | HDD Tilia Olimpija         |
| GK   | 30  | Robert Kristan      | 27 let (4. april 1983)      | KHL Medveščak              |
| D    | 4   | Andrej Tavželj      | 26 let (14. marec 1984)     | SG Cortina                 |
| D    | 15  | Klemen Pretnar      | 23 let (30. junij 1986)     | HK Acroni Jesenice         |
| D    | 17  | Žiga Pavlin         | 24 let (30. april 1985)     | SV Ritten-Renon            |
| D    | 18  | Greg Kužnik         | 31 let (12. junij 1978)     | SG Pontebba                |
| D    | 20  | Sabahudin Kovačevič | 24 let (26. februar 1986)   | HK Acroni Jesenice         |
| D    | 23  | Luka Vidmar         | 23 let (17. maj 1986)       | Alaska University          |
| D    | 27  | Jakob Milovanovič   | 26 let (18. marec 1984)     | Grenoble Bruleurs de Loups |
| D    | 28  | Aleš Kranjc         | 28 let (29. julij 1981)     | Vienna Capitals            |
| F    | 7   | Boštjan Goličič     | 20 let (12. junij 1989)     | HDD Tilia Olimpija         |
| F    | 8   | Žiga Jeglič         | 22 let (24. februar 1988)   | HK Acroni Jesenice         |
| F    | 9   | Tomaž Razingar (C)  | 30 let (25. april 1979)     | HK Acroni Jesenice         |
| F    | 10  | Mitja Šivic         | 30 let (1. oktober 1979)    | Grenoble Bruleurs de Loups |
| F    | 12  | David Rodman        | 26 let (10. september 1983) | Vienna Capitals            |
| F    | 13  | Jan Muršak          | 22 let (20. januar 1988)    | Grand Rapids               |
| F    | 16  | Aleš Mušič          | 27 let (28. junij 1982)     | HDD Tilia Olimpija         |
| F    | 19  | Žiga Pance          | 21 let (1. januar 1989)     | HDD Tilia Olimpija         |
| F    | 21  | Andrej Hebar        | 25 let (7. september 1984)  | HK Acroni Jesenice         |
| F    | 22  | Marcel Rodman       | 28 let (25. september 1981) | Vienna Capitals            |
| F    | 24  | Rok Tičar           | 20 let (3. maj 1989)        | HK Acroni Jesenice         |
| F    | 26  | Jan Urbas           | 21 let (26. januar 1989)    | Malmö IF Redhawks          |

- Selektor: John Harrington (pomočnika: Dany Gelinas in Andrej Hebar starejši)

## Tekme
* - po podaljšku.
| 17. april | Poljska | 2 – 3 | Slovenija | Hala Tivoli |

| Poročilo tekme | Poročilo tekme                                                                | Poročilo tekme  | Poročilo tekme                                                                               | Poročilo tekme |
| -------------- | ----------------------------------------------------------------------------- | --------------- | -------------------------------------------------------------------------------------------- | -------------- |
| Začetek: 20:00 | 13:44 – Csorich (Drzewiecki) (PP) 24:03 – Klys (Malasinski, Proszkiewicz)(PP) | (1–3, 1–0, 0–0) | 2:56 – Kovačevič (Šivic) 14:17 – Razingar (Šivic, Hebar) 19:49 – Urbas (Kužnik, Jeglič) (PP) | Gledalci: 3000 |

| 18. april | Slovenija | 10 – 1 | Hrvaška | Hala Tivoli |

| Poročilo tekme | Poročilo tekme | Poročilo tekme  | Poročilo tekme                       | Poročilo tekme |
| -------------- | --- | --------------- | ------------------------------------ | -------------- |
| Začetek: 20:00 | 1:04 – Kovačevič (Razingar, Šivic) 5:28 – Muršak (M. Rodman) (SH) 9:07 – Razingar (Hebar, Kovačevič) 9:21 – Pance (Goličič) 11:20 – Jeglič (Urbas, Tičar) 14:17 – Pavlin (Tičar, Urbas) (PP) 35:39 – M. Rodman (Muršak, D. Rodman) 50:30 – Muršak (M. Rodman, D. Rodman) (PP) 50:47 – Tičar (Jeglič) 59:57 – Tičar (Jeglič, Urbas) | (6–0, 1–1, 3–0) | 23:58 – Novak (Kučera, Glavota) (PP) | Gledalci: 3500 |

| 20. april | Slovenija | 4 – 3* | Združeno kraljestvo | Hala Tivoli |

| Poročilo tekme | Poročilo tekme | Poročilo tekme       | Poročilo tekme                                                               | Poročilo tekme |
| -------------- | --- | -------------------- | ---------------------------------------------------------------------------- | -------------- |
| Začetek: 20:00 | 18:33 – Urbas (Jeglič, Tičar) (PP) 29:14 – Tičar (Milovanovič, Jeglič) 51:02 – Tičar (Jeglič, Urbas) 61:40 – Jeglič (Mušič) | (1–0, 1–0, 1–3, 1–0) | 45:20 – Tait (Chambers) (PP) 45:42 – Garside 59:08 – Phillips (Clarke, Tait) | Gledalci: 3600 |

| 21. april | Slovenija | 8 – 3 | Južna Koreja | Hala Tivoli |

| Poročilo tekme | Poročilo tekme | Poročilo tekme  | Poročilo tekme                                                                          | Poročilo tekme |
| -------------- | --- | --------------- | --------------------------------------------------------------------------------------- | -------------- |
| Začetek: 20:00 | 4:58 – Jan Muršak (M. Rodman) 6:56 – Kranjc (Šivic) 12:16 – Tičar (Urbas, Jeglič) (PP) 25:04 – Pretnar (Pance) 32:36 – Šivic (Hebar, Tavželj) 40:33 – D. Rodman (M. Rodman, Jan Muršak) 46:47 – Jan Muršak (M. Rodman, D. Rodman) 54:12 – Razingar (Hebar, Šivic) | (3–0, 2–2, 3–1) | 20:22 – Kim WJ (Song DH, Kim KS) 34:57 – Park WS (Song DH) 55:09 – Ahn (Kim WJ, Kim HS) | Gledalci: 2800 |

| 23. april | Madžarska | 1 – 4 | Slovenija | Hala Tivoli |

| Poročilo tekme | Poročilo tekme          | Poročilo tekme  | Poročilo tekme | Poročilo tekme |
| -------------- | ----------------------- | --------------- | --- | -------------- |
| Začetek: 20:00 | 8:37 – Vas (Sille) (SH) | (1–1, 0–1, 0–2) | 0:50 – Tičar (Pance, Jeglič) 37:42 – Kranjc (Kovačevič) (PP) 41:06 – Tičar (Jeglič, Pavlin) 53:30 – Muršak (Kranjc) | Gledalci: 4000 |

## Statistika igralcev

### Vratarji
| #  | Vratar         | OT | OTI | OMIN | PG | PGT  | OUS    | KM |
| -- | -------------- | -- | --- | ---- | -- | ---- | ------ | -- |
| 1  | Andrej Hočevar | 5  | 5   | 291  | 10 | 2,00 | 90,91  | 0  |
| 29 | Aleš Sila      | 4  | 1   | 11   | 0  | 0,00 | 100,00 | 0  |
| 30 | Robert Kristan | 1  | 0   | 0    | 0  | -    | -      | 0  |

### Drsalci
| #  | Hokejist            | OT | DG | DP | TOČ | KM | +/- | ZG | GIV | GIM | SNG |
| -- | ------------------- | -- | -- | -- | --- | -- | --- | -- | --- | --- | --- |
| 4  | Andrej Tavželj      | 5  | 0  | 1  | 1   | 2  | +6  | 0  | 0   | 0   | 4   |
| 6  | Klemen Pretnar      | 5  | 1  | 0  | 1   | 0  | +3  | 0  | 0   | 0   | 3   |
| 7  | Boštjan Goličič     | 5  | 0  | 1  | 1   | 2  | +1  | 0  | 0   | 0   | 6   |
| 8  | Žiga Jeglič         | 5  | 2  | 9  | 11  | 0  | +5  | 1  | 0   | 0   | 7   |
| 9  | Tomaž Razingar      | 5  | 3  | 1  | 4   | 4  | +7  | 0  | 0   | 0   | 17  |
| 10 | Mitja Šivic         | 5  | 1  | 5  | 6   | 6  | +7  | 0  | 0   | 1   | 10  |
| 12 | David Rodman        | 5  | 1  | 3  | 4   | 8  | +4  | 0  | 0   | 0   | 13  |
| 13 | Jan Muršak          | 5  | 5  | 2  | 7   | 2  | +4  | 1  | 1   | 1   | 15  |
| 16 | Aleš Mušič          | 5  | 0  | 1  | 1   | 2  | -1  | 0  | 0   | 0   | 6   |
| 17 | Žiga Pavlin         | 5  | 1  | 1  | 2   | 2  | +5  | 0  | 1   | 0   | 8   |
| 18 | Greg Kužnik         | 5  | 0  | 1  | 1   | 4  | +2  | 0  | 0   | 0   | 8   |
| 19 | Žiga Pance          | 5  | 1  | 2  | 3   | 6  | +1  | 0  | 0   | 0   | 5   |
| 20 | Sabahudin Kovačevič | 5  | 2  | 2  | 4   | 0  | +5  | 0  | 0   | 0   | 11  |
| 21 | Andrej Hebar        | 5  | 0  | 4  | 4   | 2  | +6  | 0  | 0   | 0   | 11  |
| 22 | Marcel Rodman       | 5  | 1  | 5  | 6   | 6  | +4  | 0  | 0   | 0   | 10  |
| 23 | Luka Vidmar         | 3  | 0  | 0  | 0   | 2  | +2  | 0  | 0   | 0   | 7   |
| 24 | Rok Tičar           | 5  | 7  | 3  | 10  | 2  | +4  | 0  | 2   | 0   | 17  |
| 26 | Jan Urbas           | 5  | 2  | 5  | 7   | 6  | +5  | 1  | 2   | 0   | 11  |
| 27 | Jakob Milovanovič   | 5  | 0  | 1  | 1   | 2  | +4  | 0  | 0   | 0   | 7   |
| 28 | Aleš Kranjc         | 5  | 2  | 1  | 3   | 4  | +4  | 1  | 1   | 0   | 12  |